# Меру-Моваль
Меру-Моваль (фр. Meroux-Moval) — муніципалітет у Франції, у регіоні Бургундія-Франш-Конте, департамент Територія Бельфор. Меру-Моваль утворено 1 січня 2019 року шляхом злиття муніципалітетів Меру i Моваль. Адміністративним центром муніципалітету є Меру. Населення — 1405 осіб (01.01.2021).